# Uriménil
Uriménil ([yʁimenil], en vosgien de la montagne [yʁimɛniː]) est une commune française située dans le département des Vosges, en région Grand Est.
Ses habitants sont appelés les Uriménilois.

## Géographie

### Localisation
La commune d'Uriménil se situe au sud-ouest d'Épinal (9,5 km), à proximité de la D434. Elle se trouve entre Uzemain à l'ouest (4,3 km) et Dounoux (3,2 km).
| Renauvoid | Épinal   |         |
| Uzemain   | Uriménil | Dounoux |
|           | Hadol    |         |

### Relief, géologie et hydrographie
La commune se situe à 369 m d'altitude.
Les différents ruisseaux d'Uriménil sont,, :
- Ruisseau de l'Éranglieux ;
- Côney[4] ;
- Ruisseau de Buzegney ;
- Ruisseau des Colnots.

### Hydrographie et les eaux souterraines
Hydrogéologie et climatologie : Système d’information pour la gestion des eaux souterraines du bassin Rhin-Meuse :
Territoire communal : Occupation du sol (Corinne Land Cover); Cours d'eau (BD Carthage),
Géologie : Carte géologique; Coupes géologiques et techniques,
 Hydrogéologie : Masses d'eau souterraine; BD Lisa; Cartes piézométriques.
La commune est située pour partie dans le bassin versant du Rhin au sein du bassin Rhin-Meuse et pour partie dans le bassin versant de la Saône au sein du bassin Rhône-Méditerranée-Corse. Elle est drainée par le Coney, le ruisseau de Buzegney, le ruisseau de l'Etrangleux, le ruisseau des Colnots, le ruisseau de Saint-Evre et le ruisseau du Calais,.
Le Côney, d'une longueur totale de 55,2 km, prend sa source dans la commune de Dounoux et se jette  dans le canal de l'Est à Corre, après avoir traversé 20 communes.

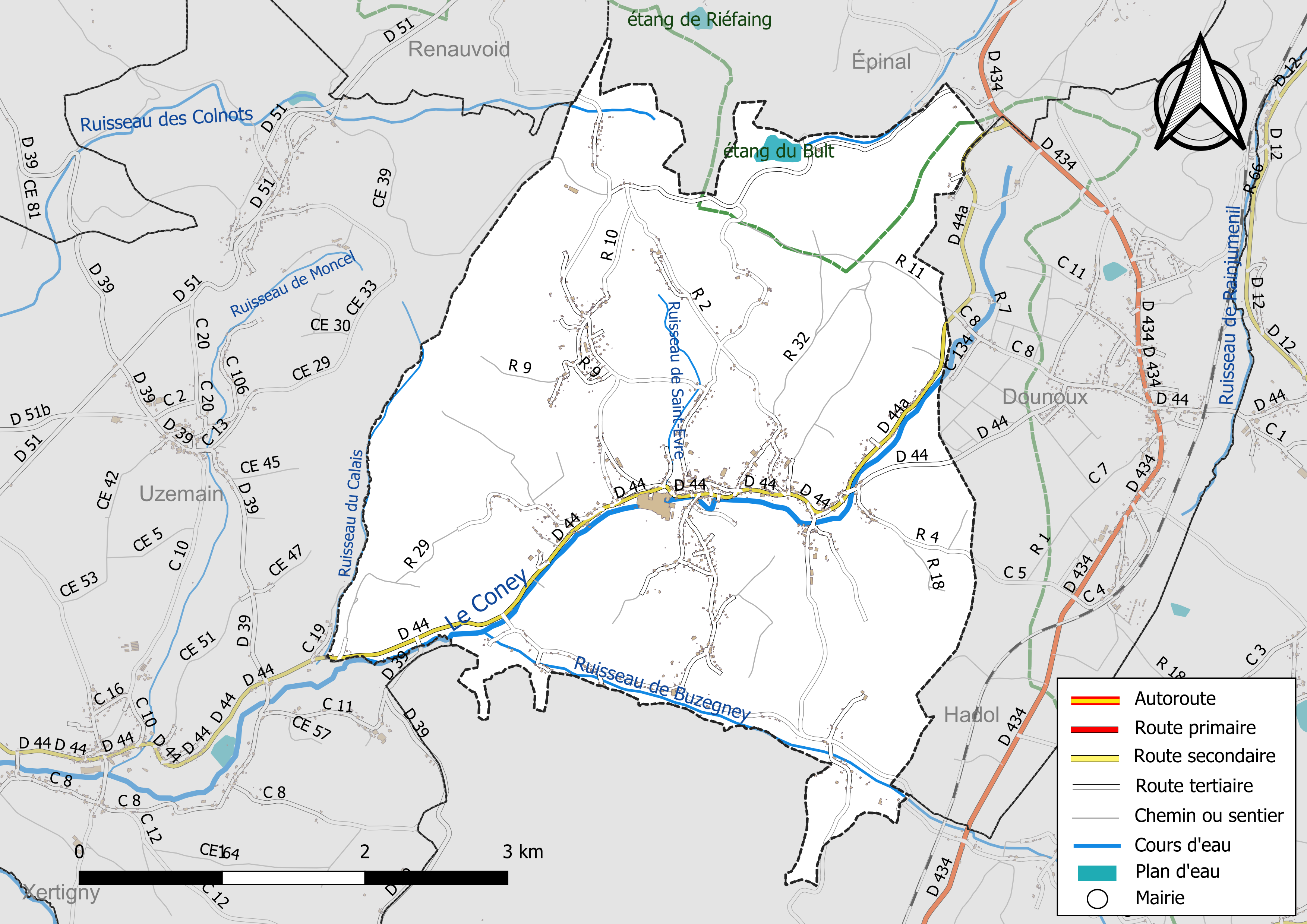
Réseaux hydrographique et routier d'Uriménil.

La qualité des cours d’eau peut être consultée sur un site dédié géré par les agences de l’eau et l’Agence française pour la biodiversité.

### Climat
Pour des articles plus généraux, voir Climat du Grand Est et Climat des Vosges.
En 2010, le climat de la commune est de type climat de montagne, selon une étude du Centre national de la recherche scientifique s'appuyant sur une série de données couvrant la période 1971-2000. En 2020, Météo-France publie une typologie des climats de la France métropolitaine dans laquelle la commune est exposée à un climat semi-continental et est dans la région climatique  Lorraine, plateau de Langres, Morvan, caractérisée par un hiver rude (1,5 °C), des vents modérés et des brouillards fréquents en automne et hiver.
Pour la période 1971-2000, la température annuelle moyenne est de 9,2 °C, avec une amplitude thermique annuelle de 16,7 °C. Le cumul annuel moyen de précipitations est de 1 166 mm, avec 13,1 jours de précipitations en janvier et 10,4 jours en juillet. Pour la période 1991-2020, la température moyenne annuelle observée sur la station météorologique de Météo-France la plus proche, « Dommartin-aux-Bois_sapc », sur la commune de Dommartin-aux-Bois à 11 km à vol d'oiseau, est de 10,6 °C et le cumul annuel moyen de précipitations est de 908,9 mm. 
La température maximale relevée sur cette station est de 39,4 °C, atteinte le 25 juillet 2019 ; la température minimale est de −17,5 °C, atteinte le 20 décembre 2009,,.
Les paramètres climatiques de la commune ont été estimés pour le milieu du siècle (2041-2070) selon différents scénarios d'émission de gaz à effet de serre à partir des nouvelles projections climatiques de référence DRIAS-2020. Ils sont consultables sur un site dédié publié par Météo-France en novembre 2022.

## Urbanisme

### Typologie
Au 1er janvier 2024, Uriménil est catégorisée commune rurale à habitat dispersé, selon la nouvelle grille communale de densité à sept niveaux définie par l'Insee en 2022.
Elle est située hors unité urbaine. Par ailleurs la commune fait partie de l'aire d'attraction d'Épinal, dont elle est une commune de la couronne,. Cette aire, qui regroupe 118 communes, est catégorisée dans les aires de 50 000 à moins de 200 000 habitants,.

### Occupation des sols
L'occupation des sols de la commune, telle qu'elle ressort de la base de données européenne d’occupation biophysique des sols Corine Land Cover (CLC), est marquée par l'importance des territoires agricoles (61,2 % en 2018), en diminution par rapport à 1990 (63,1 %). La répartition détaillée en 2018 est la suivante : 
forêts (27,9 %), zones agricoles hétérogènes (27,8 %), prairies (27,2 %), zones urbanisées (7,9 %), terres arables (6,2 %), milieux à végétation arbustive et/ou herbacée (3,1 %). L'évolution de l’occupation des sols de la commune et de ses infrastructures peut être observée sur les différentes représentations cartographiques du territoire : la carte de Cassini (XVIIIe siècle), la carte d'état-major (1820-1866) et les cartes ou photos aériennes de l'IGN pour la période actuelle (1950 à aujourd'hui).

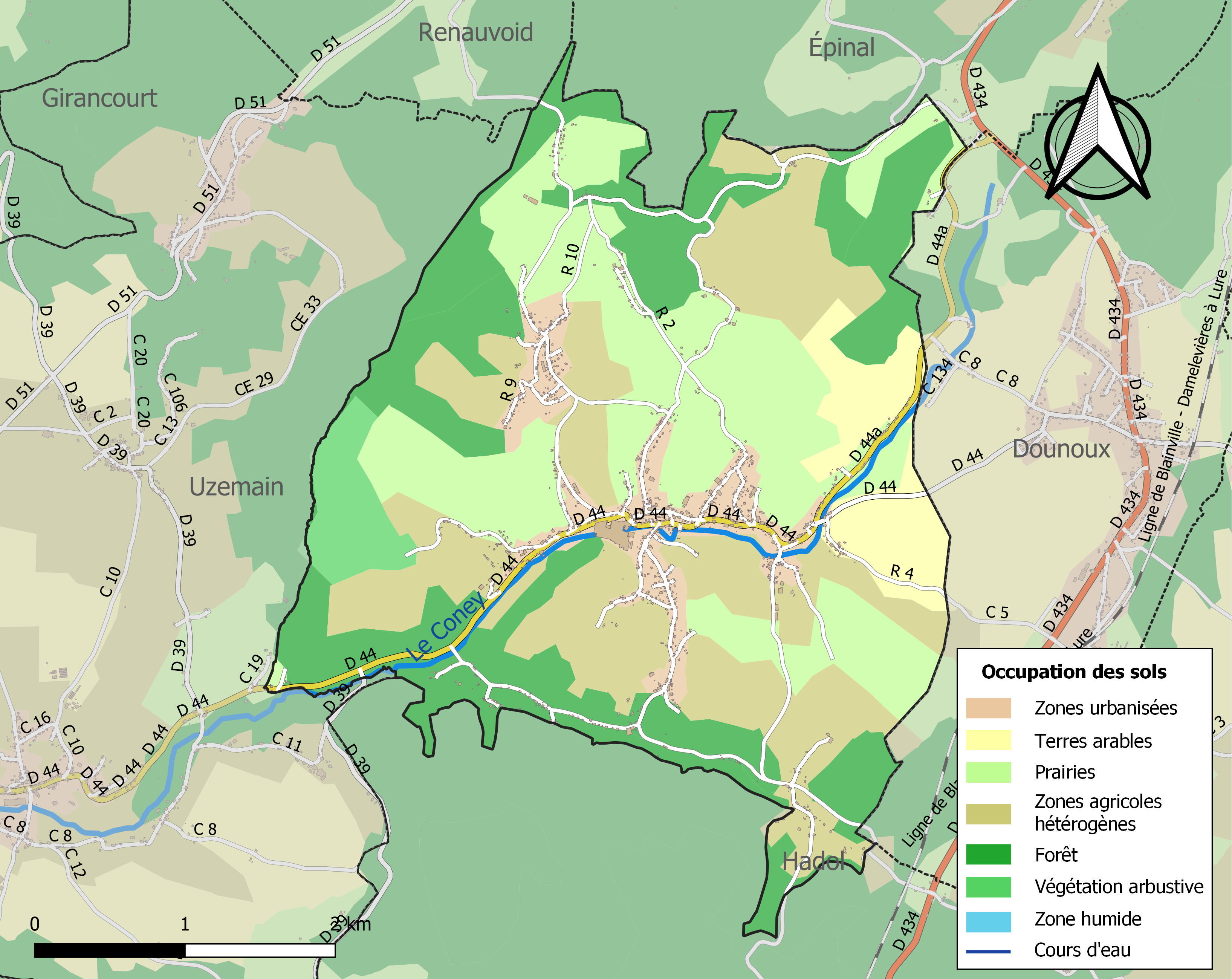
Carte des infrastructures et de l'occupation des sols de la commune en 2018 (CLC).

### Voies de communications et transports

#### Voies routières
- Uriménil est traversée par la D44 et se situe à 2 km à l'ouest de la D434 qui relie Épinal et Xertigny.

#### Transports en commun
- Fluo Grand Est.

#### Lignes SNCF
- La gare la plus proche se trouve à Xertigny, suivie de la gare d'Épinal.

## Toponymie
Le nom de la localité est attesté sous les formes Heurimesnil (1295) ; Urimaigny (1390) ; Urimennil (1418) ; Urimaingny (1434) ; Urmesnil, Urimesnil (1493) ; Urymesnil (1518) ; Vraymany, lire Uraymany (XVIe siècle) ; Hurimenil (1597) ; Ulrimesnil (1628) ; Ulrici mansile (1768) ; Reuménil (1786),.

L'élément -ménil de toponyme très usité dans la France septentrionale et en Belgique, mesnil désignait jusqu'à l'Ancien Régime un domaine rural. À partir du gallo-roman maisionile, forme altérée du bas latin, (diminutif du latin mansio « gîte-relais situé le long d’une voie romaine »), la langue d'oïl a produit maisnil, en français médiéval mesnil, « maison avec terrain ».

## Histoire
Uriménil (le toponyme est cité pour la première fois en 1295) faisait communauté avec Dounoux, au bailliage de Remiremont.
« Vente par Thierri de Dounous dit ly hourdis, à Jehan le maréchal, d’Épinal, de la moitié du moulin sis à Uzemain, au-dessous de l'église, et de la moitié du moulin d'Uriménil, sis à la Gaite, pour la somme de 10 livres de toulois. L'acte fut scellé par Druon, prévôt de Remiremont, et par la ville d'Epinal (1295, lundi après Saint-Vincent). »

## Politique et administration

### Intercommunalité
La commune fait partie de la communauté d'agglomération d'Épinal.

### Budget et fiscalité 2022

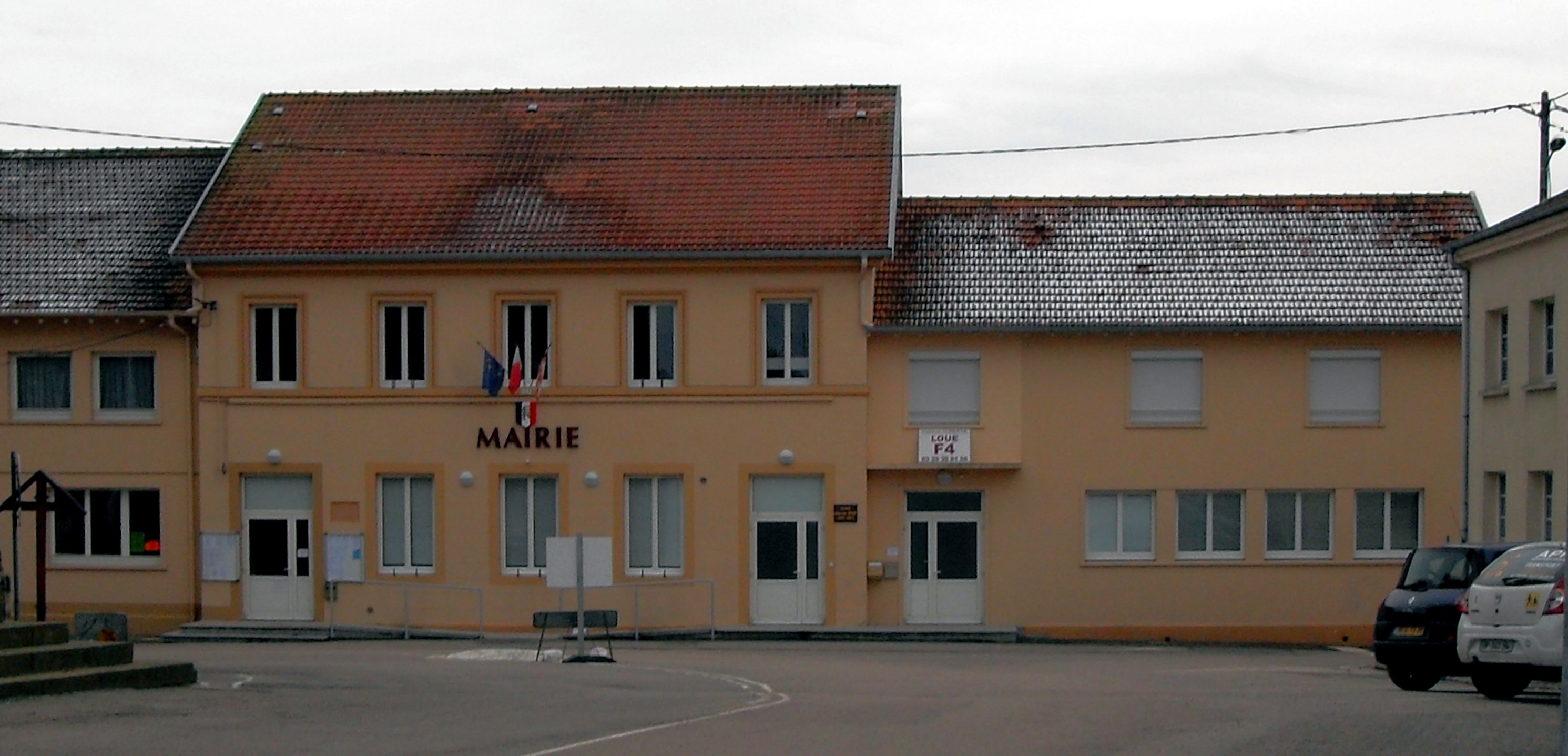
La mairie d'Uriménil.

En 2022, le budget de la commune était constitué ainsi :
- total des produits de fonctionnement : 964 000 €, soit 708 € par habitant ;
- total des charges de fonctionnement : 822 000 €, soit 603 € par habitant ;
- total des ressources d'investissement : 226 000 €, soit 166 € par habitant ;
- total des emplois d'investissement : 289 000 €, soit 212 € par habitant ;
- endettement : 397 000 €, soit 292 € par habitant.

Avec les taux de fiscalité suivants :
- taxe d'habitation : 8,16 % ;
- taxe foncière sur les propriétés bâties : 37,80 % ;
- taxe foncière sur les propriétés non bâties : 25,31 % ;
- taxe additionnelle à la taxe foncière sur les propriétés non bâties : 0,00 % ;
- cotisation foncière des entreprises : 0,00 %.

Chiffres clés Revenus et pauvreté des ménages en 2021 : médiane en 2021 du revenu disponible, par unité de consommation : 21 920 €.

### Liste des maires
| Période                                  | Période                  | Identité                 | Étiquette | Qualité |
| ---------------------------------------- | ------------------------ | ------------------------ | --------- | ------- |
| Les données manquantes sont à compléter. |                          |                          |           |         |
|                                          |                          | Jules Haillant           |           |         |
| 1934                                     |                          | Paul Ruer                |           |         |
| 1959                                     | mars 1983                | René Grenot              |           |         |
| mars 1983                                | mars 1992                | Gilles Brice (1943-2023) |           | Facteur |
| avant juin 1995                          | mars 2001                | Pierre Compte            |           |         |
| mars 2001                                | mars 2008                | Marie-José Voegele       |           |         |
| mars 2008                                | En cours (au 18/05/2022) | Éric Garion              |           |         |

### Jumelages
Uriménil n'est jumelée avec aucune autre commune.

## Population et société

### Démographie

#### Évolution démographique
L'évolution du nombre d'habitants est connue à travers les recensements de la population effectués dans la commune depuis 1793. Pour les communes de moins de 10 000 habitants, une enquête de recensement portant sur toute la population est réalisée tous les cinq ans, les populations de référence des années intermédiaires étant quant à elles estimées par interpolation ou extrapolation. Pour la commune, le premier recensement exhaustif entrant dans le cadre du nouveau dispositif a été réalisé en 2007.

En 2022, la commune comptait 1 326 habitants, en évolution de −2,21 % par rapport à 2016 (Vosges : −2,96 %, France hors Mayotte : +2,11 %).
| 1793 | 1800 | 1806  | 1821  | 1831  | 1836  | 1841  | 1846  | 1856  |
| ---- | ---- | ----- | ----- | ----- | ----- | ----- | ----- | ----- |
| 877  | 951  | 1 153 | 1 291 | 1 463 | 1 442 | 1 575 | 1 586 | 1 579 |

| 1861  | 1866  | 1876  | 1881  | 1886  | 1891  | 1896  | 1901  | 1906  |
| ----- | ----- | ----- | ----- | ----- | ----- | ----- | ----- | ----- |
| 1 602 | 1 533 | 1 534 | 1 457 | 1 391 | 1 343 | 1 202 | 1 206 | 1 172 |

| 1911  | 1921  | 1926 | 1931 | 1936 | 1946 | 1954 | 1962  | 1968  |
| ----- | ----- | ---- | ---- | ---- | ---- | ---- | ----- | ----- |
| 1 150 | 1 030 | 953  | 923  | 908  | 907  | 916  | 1 029 | 1 090 |

| 1975  | 1982  | 1990  | 1999  | 2006  | 2007  | 2012  | 2017  | 2022  |
| ----- | ----- | ----- | ----- | ----- | ----- | ----- | ----- | ----- |
| 1 320 | 1 538 | 1 502 | 1 397 | 1 359 | 1 353 | 1 359 | 1 355 | 1 326 |

### Enseignement
Établissements d'enseignements :
- L'école du centre est le seul établissement scolaire de la commune[29].
- Les collèges les plus proches se trouvent à Xertigny et Épinal.
- Les lycées les plus proches se trouvent dans cette dernière ville.

### Santé
Professionnels et établissements de santé :
- Médecins à Uriménil, Xertigny, Hadol, Chaumousey, Les Forges.
- Il existe une pharmacie à Uriménil[31].
- L'hôpital le plus proche est le centre hospitalier Émile-Durkheim situé dans la ville voisine d'Épinal.

### Cultes
- Culte catholique, Paroisse Saint-Paul-en-Vôge[32], Diocèse de Saint-Dié.

## Économie

### Entreprises et commerces
L'histoire économique de la commune est liée à la corderie-ficellerie Bihr, entreprise familiale fondée à la fin du XIXème siècle et liquidée en 2013. Celle-ci employait alors encore 150 salariés, soit près de 10% des habitants du village. En 2002, l'entreprise comptait 360 salariés sur environ 1400 habitants. À cette époque, le groupe familial Bihr représentait 25% du marché français dans le secteur et s'exportait dans une quarantaine de pays[réf. nécessaire]. En 2024, la situation a changé : 82,7% des travailleurs habitants à Uriménil sont employés dans une autre commune.
En dehors de la mairie, le village ne compte plus d'employeur important, mais plusieurs artisans et petits commerces y sont implantés.

#### Agriculture
- Culture de céréales, de légumineuses et de graines oléagineuses.
- Élevage de vaches laitières.
- Élevage d'autres bovins et de buffles.
- Culture et élevage associés.
- Culture d'autres fruits d'arbres ou d'arbustes et de fruits à coque.

#### Tourisme
- Hébergements et restauration à Xertigny, Sanchey, Épinal, Bellefontaine.

#### Commerces
- Commerces et services de proximité.

## Culture locale et patrimoine

### Lieux et monuments
- L'église Saint-Epvre[34] est construite en 1838[35].
- Le monument aux morts[36],[37].
- La fontaine de la Couleuvre[38].
- Le fort des Friches, édifié en 1884[39],[40].
- L'étang du Bult[41].
- Le pont Napoléon.
- La corderie Bihr[42].
- La forêt de Tillonhaie (forêt communale)[43].
- Enquête thématique régionale (architecture rurale de Lorraine : Vôge méridionale)

### Personnalités liées à la commune
- Jean-Joseph Bégel, fondateur et supérieur de la Congrégation des sœurs de l'humilité de Marie à Dommartin-sous-Amance[44].
- Nicolas Haillant, docteur en droit, lauréat de l'Institut, auteur du Dictionnaire d'un patois Vosgien, membre de l'Académie de Stanislas, secrétaire perpétuel de la Société d'émulation des Vosges[45].
- La famille Bihr (corderie et ficellerie depuis 1898)[46].

## Pour approfondir